# Oak Hill Cemetery (Nyack)
L'Oak Hill Cemetery è un cimitero della città di Nyack (situata al 140 N di "Highland Ave"), nello stato di New York.

## Storia
La sua inaugurazione venne effettuata nel 27 giugno 1848.

## Sepolture

### A
- Boris Aronson - disegnatore di scena teatrale
- John F. Auer - medaglia d'onore per la pace

### B
- John Raymond Bergman - scrittore

### C
- Joseph Cornell - pittore

### D
- Benjamin Minge Duggar - botanico

### H
- William Hand - scienziato
- Joseph Johnson Hart - membro del Congresso
- Helen Hayes - attrice
- Ben Hecht - sceneggiatore
- Edward Hopper - artista, pittore
- Stephen H. Horgan - inventore

### J
- Alvin Johnson - giornalista

### L
- William Robinson Leigh - artista
- Moses Gage Leonard - membro del Congresso
- Clarence Lexow - senatore dello Stato di New York

### M
- Charles MacArthur - giornalista e sceneggiatore
- Carson McCullers - scrittrice e drammaturga

### P
- Edward Pye - ufficiale nella guerra civile

### R
- Elmer S. Riggs - paleontologo

### S
- Eddie Sauter - compositore
- John H. Sims - sassofonista jazz
- Abraham P. Stephens - membro del Congresso

### T
- Arthur Sidney Tompkins - membro del Congresso

### U
- Daniel Ullman - brigadiere generale nella guerra civile